# Ubrizgavanje goriva
Ubrizgavanje goriva može biti izvedeno središnje (centralno) ili pojedinačno (multipoint). Pri tome može raditi neprekidno (kontinuirano) ili s prekidima. 

## Princip rada
Prekidno se ubrizgavanje naziva i intermitentno. Najčešće se izvodi kao sekvencijalno (slijedno) te kombinira s pojedinačnim (multipoint) ubrizgavanjem s posebnom brizgaljkom za svaki cilindar. Kod neprekidnog ubrizgavanja benzin se skuplja i isparava u usisnoj cijevi te struji u cilindre prilikom otvaranja ventila. Kod prekidnog (intermitentnog) ubrizgavanja gorivo se ubrizgava u struju 'jurećeg' zraka, samo kad su usisni ventili otvoreni. Kako se to zbiva u pravilnom slijedu, ubrizgavanje je i slijedno, odnosno po engleskoj terminologiji Sequential Fuel Injection (SFI). 
Za kvalitetno i potpuno izgaranje treba ostvariti pravilan (stehiometrijski) omjer goriva i zraka u usisnoj smjesi (približno 14,7 kilograma zraka na jedan kilogram goriva). Tada je i faktor zraka lambda jednak jedinici. Kad je manji od jedan, smjesa je bogata, a u suprotnom je slučaju siromašna. 
Osnovna je prednost sekvencijalnog ubrizgavanja bolje i pravilnije raspršivanje gorivo u zraku. Time se poboljšava punjenje cilindra i potiče izgaranje goriva, što povoljno utječe na učinkovitost i performanse motora, uz smanjenje potrošnje goriva i emisije štetnih plinova. 
Takvo je ubrizgavanje razradio Bosch u svom sustavu LH-jetronic. L je od njem. Luftmengemessen (mjerenje količine usisnog zraka), a H od njem. Hitzdraht (užarena nit za mjerenje količine zraka).

## Primjena
Ovaj je sustav omogućio precizno i odmjereno doziranje goriva u struju zraka, što je proteklih deset godina omogućilo smanjenje potrošnje goriva za trećinu (za određenu snagu motora). Iako to nije samo zasluga sekvencijalnog ubrizgavanja goriva (veliki utjecaj imaju poboljšanje aerodinamike i smanjenje otpora kotrljanja), taj je utjecaj bio presudan. 
Još su veći pomaci napravljeni u ekološkom usavršavanju otto motora, pa većina novih benzinaca sa sekvencijalnim ubrizgavanjem goriva zadovoljava norme Euro 4 (stupile na snagu 2005.). Razvojem koncepcije sekvencijalnog ubrizgavanja potaknut je daljnji razvoj sustava za napajanje otto motora, prvenstveno u području izravnog ubrizgavanja goriva (GDI).

## Izravno (direktno) ubrizgavanje
Direktno ubrizgavanje - revolucionarni dizelski noviteti: direktno ubrizgavanje i common-rail - po prvi put su ugrađeni u modele Fiat automobila. Uveden je krajem 1997. u Alfa Romeu 156 JTD, prvom serijskom dizelašu s direktnim ubrizgavanjem goriva u motor po sustavu common rail. Bio je to šok za mnoge, jer su se u najavama Common-raila godinama razmetali Daimler-Benz i BMW. Slično se dogodilo krajem osamdesetih, kad je na autosalonu u Torinu 1988. Fiat predstavio prvog direktno ubrizgavajućeg dizelaša, u Cromi 1.9 Turbo D i.d. Preciznom regulacijom početka i kraja ubrizgavanja, odnosno trajanja ubrizgavanja i količine ubrizganog goriva. Tlakovi ubrizgavanja povišeni su na 1350 do 1400 bara, a olakšana je izvedba tzv. 'pilot-ubrizgavanja'. U prvoj se fazi, pod visokim tlakom, dozirano ubrizgava mala količina fino raspršenog goriva. 
Ono se brzo i lako pali te se u nastali požar (u drugoj fazi) ubrizgava glavna količina goriva. Izgaranje je brzo i temeljito te se poboljšavaju performanse, a smanjuju potrošnja goriva i emisija štetnih plinova. Kod novih izvedbi tlakovi ubrizgavanja povišeni su na 1550 bara.